# Llista de monuments de Llinars del Vallès
Llista de monuments de Llinars del Vallès inclosos en l'Inventari del Patrimoni Arquitectònic Català per al municipi de Llinars del Vallès (Vallès Oriental). Inclou els inscrits en el Registre de Béns Culturals d'Interès Nacional (BCIN) amb la classificació de monuments històrics i els Béns Culturals d'Interès Local (BCIL) de caràcter arquitectònic.
| Monument                                                                    | Protecció    | Estil/època                                       | Localització                                                                          | Coordenades                                          | Codi?         | Imatge |
| --------------------------------------------------------------------------- | ------------ | ------------------------------------------------- | ------------------------------------------------------------------------------------- | ---------------------------------------------------- | ------------- | --- |
| Castellnou de Llinars                                                       | BCIN 148-MH  | Renaixement XVI                                   | Llinars del Vallès Baixada del Castell                                                | 41° 38′ 25″ N, 2° 24′ 12″ E / 41.640369°N,2.403377°E | RI-51-0005089 | Castellnou de Llinars (Llinars del Vallès) · Vegeu més fotos d'aquest monument · Carregueu una nova foto d'aquest monument                    |
| Castellvell del Far o de Llinars                                            | BCIN 991-MH  | Obra popular Medieval                             | Llinars del Vallès                                                                    | 41° 37′ 35″ N, 2° 24′ 26″ E / 41.626471°N,2.407100°E | RI-51-0005512 | Castellvell del Far (Llinars del Vallès) · Vegeu més fotos d'aquest monument · Carregueu una nova foto d'aquest monument                      |
| Torrassa del Moro                                                           | BCIN 992-MH  | Romà, obra popular Medieval, XIX                  | Llinars del Vallès                                                                    | 41° 37′ 08″ N, 2° 23′ 10″ E / 41.618802°N,2.386024°E | RI-51-0005513 | Torrassa del Moro (Llinars del Vallès) · Vegeu més fotos d'aquest monument · Carregueu una nova foto d'aquest monument                        |
| Creu de terme de Llinars                                                    | BCIN 4529-MH | Gòtic XVI                                         | Llinars del Vallès Al camí a prop de can Llobera                                      | 41° 38′ 36″ N, 2° 24′ 48″ E / 41.643404°N,2.413397°E | IPA-29077     | Creu de terme de Llinars (Llinars del Vallès) · Vegeu més fotos d'aquest monument · Carregueu una nova foto d'aquest monument                 |
| Creu de terme del cementiri                                                 | BCIN 4532-MH | Gòtic XVI                                         | Llinars del Vallès Cementiri municipal                                                | 41° 38′ 35″ N, 2° 23′ 33″ E / 41.643183°N,2.392561°E | IPA-50884     | Creu de terme del cementiri (Llinars del Vallès) · Vegeu més fotos d'aquest monument · Carregueu una nova foto d'aquest monument              |
| Església de Santa Maria                                                     | BCIL 2003    | Barroc XVII-XVIII                                 | Llinars del Vallès C. de l'Església                                                   | 41° 38′ 24″ N, 2° 23′ 53″ E / 41.64013°N,2.39806°E   | IPA-29067     | Església de Santa Maria (Llinars del Vallès) · Vegeu més fotos d'aquest monument · Carregueu una nova foto d'aquest monument                  |
| Rectoria de Llinars del Vallès                                              |              | Obra popular, gòtic XVI                           | Llinars del Vallès C. de l'Església                                                   | 41° 38′ 24″ N, 2° 23′ 53″ E / 41.63998°N,2.39807°E   | IPA-29068     | Rectoria de Llinars del Vallès · Vegeu més fotos d'aquest monument · Carregueu una nova foto d'aquest monument                                |
| Casa Mas Bagà                                                               | BCIL 2003    | Historicisme XIX-XX                               | Llinars del Vallès C. Mas Bagà, 24                                                    | 41° 38′ 24″ N, 2° 24′ 19″ E / 41.64005°N,2.40516°E   | IPA-29069     | Casa Mas Bagà (Llinars del Vallès) · Vegeu més fotos d'aquest monument · Carregueu una nova foto d'aquest monument                            |
| Can Bordoi                                                                  | BCIL 2003    | Modernisme Marcel·lí Coquillat i Llofriu XX Inici | Llinars del Vallès Ctra. B-510, a 100 m                                               | 41° 37′ 28″ N, 2° 24′ 07″ E / 41.62452°N,2.40189°E   | IPA-29070     | Can Bordoi (Llinars del Vallès) · Vegeu més fotos d'aquest monument · Carregueu una nova foto d'aquest monument                               |
| Torre Montserrat                                                            | BCIL 2003    | Eclecticisme XIX                                  | Llinars del Vallès C. Montserrat Cullell, 14                                          | 41° 38′ 16″ N, 2° 24′ 11″ E / 41.63766°N,2.4031°E    | IPA-29074     | Torre Montserrat (Llinars del Vallès) · Vegeu més fotos d'aquest monument · Carregueu una nova foto d'aquest monument                         |
| Casa Renom                                                                  |              | Eclecticisme XIX                                  | Llinars del Vallès C. Estació, 26                                                     | 41° 38′ 17″ N, 2° 24′ 17″ E / 41.63816°N,2.40476°E   | IPA-29079     | Casa Renom (Llinars del Vallès) · Vegeu més fotos d'aquest monument · Carregueu una nova foto d'aquest monument                               |
| Carrer Major                                                                | BCIL 2003    | Eclecticisme XIX                                  | Llinars del Vallès C. Major                                                           | 41° 38′ 19″ N, 2° 24′ 14″ E / 41.63862°N,2.40382°E   | IPA-29080     | Carrer Major (Llinars del Vallès) · Vegeu més fotos d'aquest monument · Carregueu una nova foto d'aquest monument                             |
| Carrer de l'Estació                                                         | BCIL 2003    | Eclecticisme XIX-XX                               | Llinars del Vallès C. de l'Estació                                                    | 41° 38′ 19″ N, 2° 24′ 16″ E / 41.638478°N,2.404544°E | IPA-29081     | Carrer de l'Estació (Llinars del Vallès) · Vegeu més fotos d'aquest monument · Carregueu una nova foto d'aquest monument                      |
| Plaça de Caritg, abans plaça de Santa Maria                                 | BCIL 2003    | Eclecticisme, obra popular, neoclassicisme XIX    | Llinars del Vallès Pl. de Santa Maria                                                 | 41° 38′ 21″ N, 2° 24′ 01″ E / 41.63909°N,2.40028°E   | IPA-29082     | Plaça de Caritg (Llinars del Vallès) · Vegeu més fotos d'aquest monument · Carregueu una nova foto d'aquest monument                          |
| Torre Carolina                                                              | BCIL 2003    | Eclecticisme XIX                                  | Llinars del Vallès C. Mas Bagà, 22                                                    | 41° 38′ 23″ N, 2° 24′ 18″ E / 41.63986°N,2.40498°E   | IPA-29083     | Torre Carolina (Llinars del Vallès) · Vegeu més fotos d'aquest monument · Carregueu una nova foto d'aquest monument                           |
| Can Rossell                                                                 | BCIL 2003    | Obra popular XVII, XIX                            | Llinars del Vallès C. Bonavista                                                       | 41° 38′ 13″ N, 2° 23′ 58″ E / 41.63693°N,2.39949°E   | IPA-29084     | Can Rossell (Llinars del Vallès) · Vegeu més fotos d'aquest monument · Carregueu una nova foto d'aquest monument                              |
| Can Gener                                                                   |              | Gòtic tardà, obra popular XVI, XVIII Inici        | Llinars del Vallès Riba dreta del riu Mogent                                          | 41° 38′ 36″ N, 2° 26′ 34″ E / 41.6432°N,2.4427°E     | IPA-29630     | Carregueu una nova foto d'aquest monument |
| Can Pau Rector                                                              |              | Obra popular XVII                                 | Llinars del Vallès A la dreta del riu Mogent                                          | 41° 38′ 32″ N, 2° 26′ 39″ E / 41.64218°N,2.44421°E   | IPA-29632     | Carregueu una nova foto d'aquest monument |
| Església de Sant Sadurní de Collsabadell                                    | BCIL 2003    | Romànic, gòtic, barroc XIII, XVI-XVIII, XX        | Llinars del Vallès Collsabadell                                                       | 41° 38′ 36″ N, 2° 25′ 42″ E / 41.64336°N,2.42836°E   | IPA-29086     | Església de Sant Sadurní de Collsabadell (Llinars del Vallès) · Vegeu més fotos d'aquest monument · Carregueu una nova foto d'aquest monument |
| Can Prat                                                                    |              | Eclecticisme XIX                                  | Llinars del Vallès Collsabadell                                                       | 41° 38′ 34″ N, 2° 25′ 34″ E / 41.64271°N,2.42615°E   | IPA-29088     | Carregueu una nova foto d'aquest monument |
| Ca l'Andreu                                                                 |              | Obra popular, gòtic XVI                           | Llinars del Vallès Sanata                                                             | 41° 39′ 52″ N, 2° 26′ 03″ E / 41.66447°N,2.43405°E   | IPA-29089     | Ca l'Andreu (Llinars del Vallès) · Vegeu més fotos d'aquest monument · Carregueu una nova foto d'aquest monument                              |
| Església de Sant Joan Sanata                                                | BCIL 2003    | Gòtic tardà XVI                                   | Llinars del Vallès Sanata                                                             | 41° 39′ 50″ N, 2° 26′ 04″ E / 41.66376°N,2.43439°E   | IPA-29093     | Església de Sant Joan Sanata (Llinars del Vallès) · Vegeu més fotos d'aquest monument · Carregueu una nova foto d'aquest monument             |
| Can Margenat o Can Bartomeu i rectoria                                      |              | Obra popular XVI, XX                              | Llinars del Vallès Sanata                                                             | 41° 39′ 45″ N, 2° 26′ 01″ E / 41.66253°N,2.43358°E   | IPA-29094     | Can Margenat i rectoria (Llinars del Vallès) · Vegeu més fotos d'aquest monument · Carregueu una nova foto d'aquest monument                  |
| Església de Sant Esteve del Coll                                            | BCIL 2003    | Gòtic-renaixement XVI, XVII, XX                   | Llinars del Vallès A 3 km al SO de Llinars carretera de Dosrius, Sant Esteve del Coll | 41° 37′ 02″ N, 2° 22′ 32″ E / 41.61722°N,2.37569°E   | IPA-29091     | Església de Sant Esteve del Coll (Llinars del Vallès) · Vegeu més fotos d'aquest monument · Carregueu una nova foto d'aquest monument         |
| Col·legi Germans Maristes, Casa de Colònies Mogent                          | BCIL 2003    | Monumentalisme academicista XX                    | Llinars del Vallès Ctra. C-35, km. 100                                                | 41° 38′ 32″ N, 2° 25′ 03″ E / 41.642339°N,2.417432°E | IPA-32992     | Col·legi Germans Maristes (Llinars del Vallès) · Vegeu més fotos d'aquest monument · Carregueu una nova foto d'aquest monument                |
| Can Colomer                                                                 | BCIL 2003    | Obra popular XVII                                 | Llinars del Vallès Autopista AP-7 de la Mediterrània, km. 117                         | 41° 38′ 57″ N, 2° 25′ 29″ E / 41.649295°N,2.424856°E | IPA-32995     | Can Colomer (Llinars del Vallès) · Vegeu més fotos d'aquest monument · Carregueu una nova foto d'aquest monument                              |
| Ca n'Adrià                                                                  | BCIL 2003    | Obra popular XVIII                                | Llinars del Vallès Ctra. C35, km. 48                                                  | 41° 39′ 03″ N, 2° 25′ 58″ E / 41.65075°N,2.43275°E   | IPA-32996     | Carregueu una nova foto d'aquest monument |
| Can Marquès                                                                 | BCIL 2003    | Noucentisme XX                                    | Llinars del Vallès Pl. Sector D, 62P                                                  | 41° 38′ 39″ N, 2° 24′ 27″ E / 41.644282°N,2.407583°E | IPA-32998     | Can Marquès (Llinars del Vallès) · Vegeu més fotos d'aquest monument · Carregueu una nova foto d'aquest monument                              |
| Torre de les Àguiles                                                        | BCIL 2003    | Noucentisme XX                                    | Llinars del Vallès Av. de Vilamajor, 21                                               | 41° 38′ 32″ N, 2° 24′ 15″ E / 41.64222°N,2.40407°E   | IPA-33000     | Torre de les Àguiles (Llinars del Vallès) · Vegeu més fotos d'aquest monument · Carregueu una nova foto d'aquest monument                     |
| Casa al carrer Rutlla, 10, Vil·la Maria                                     | BCIL 2003    | Eclecticisme XIX-XX                               | Llinars del Vallès C. Rutlla, 8-10                                                    | 41° 38′ 20″ N, 2° 23′ 58″ E / 41.63897°N,2.39939°E   | IPA-33003     | Casa al carrer Rutlla, 10 (Llinars del Vallès) · Vegeu més fotos d'aquest monument · Carregueu una nova foto d'aquest monument                |
| Pou de Can Colomer                                                          |              | Obra popular XVII-XIX                             | Llinars del Vallès                                                                    |                                                      | IPA-41647     | Carregueu una nova foto d'aquest monument |
| Pou de glaç de Can Móra                                                     |              | Obra popular XVIII                                | Llinars del Vallès                                                                    | 41° 38′ 25″ N, 2° 24′ 55″ E / 41.640323°N,2.415161°E | IPA-41648     | Pou de glaç de Can Móra (Llinars del Vallès) · Vegeu més fotos d'aquest monument · Carregueu una nova foto d'aquest monument                  |
| Can Lletres, Cal Baró de la Barre, Casa Gorostegui, antiga Llar de Jubitats | BCIL 2003    | Eclecticisme XIX                                  | Llinars del Vallès C. Josep Argila, 39                                                | 41° 38′ 16″ N, 2° 23′ 53″ E / 41.63771°N,2.39808°E   | IPA-50882     | Can Lletres (Llinars del Vallès) · Vegeu més fotos d'aquest monument · Carregueu una nova foto d'aquest monument                              |